# جودي باريت
جودي باريت (بالإنجليزية: Judi Barrett)‏ هي كاتِبة وكاتبة للأطفال أمريكية، ولدت في 1941 في بروكلين في الولايات المتحدة.

## وصلات خارجية
- جودي باريت على موقع IMDb (الإنجليزية)
- جودي باريت على موقع قاعدة بيانات الفيلم (الإنجليزية)